# Lanocira grebarree
Lanocira grebarree là một loài chân đều trong họ Corallanidae. Loài này được Bruce & Sidabalok miêu tả khoa học năm 2011.